# Помірні ліси островів Чатем
Помірні ліси островів Чатем (ідентифікатор WWF: AA0401) — австралазійський екорегіон помірних широколистяних та мішаних лісів, розташований на островах Чатем в Тихому океані.

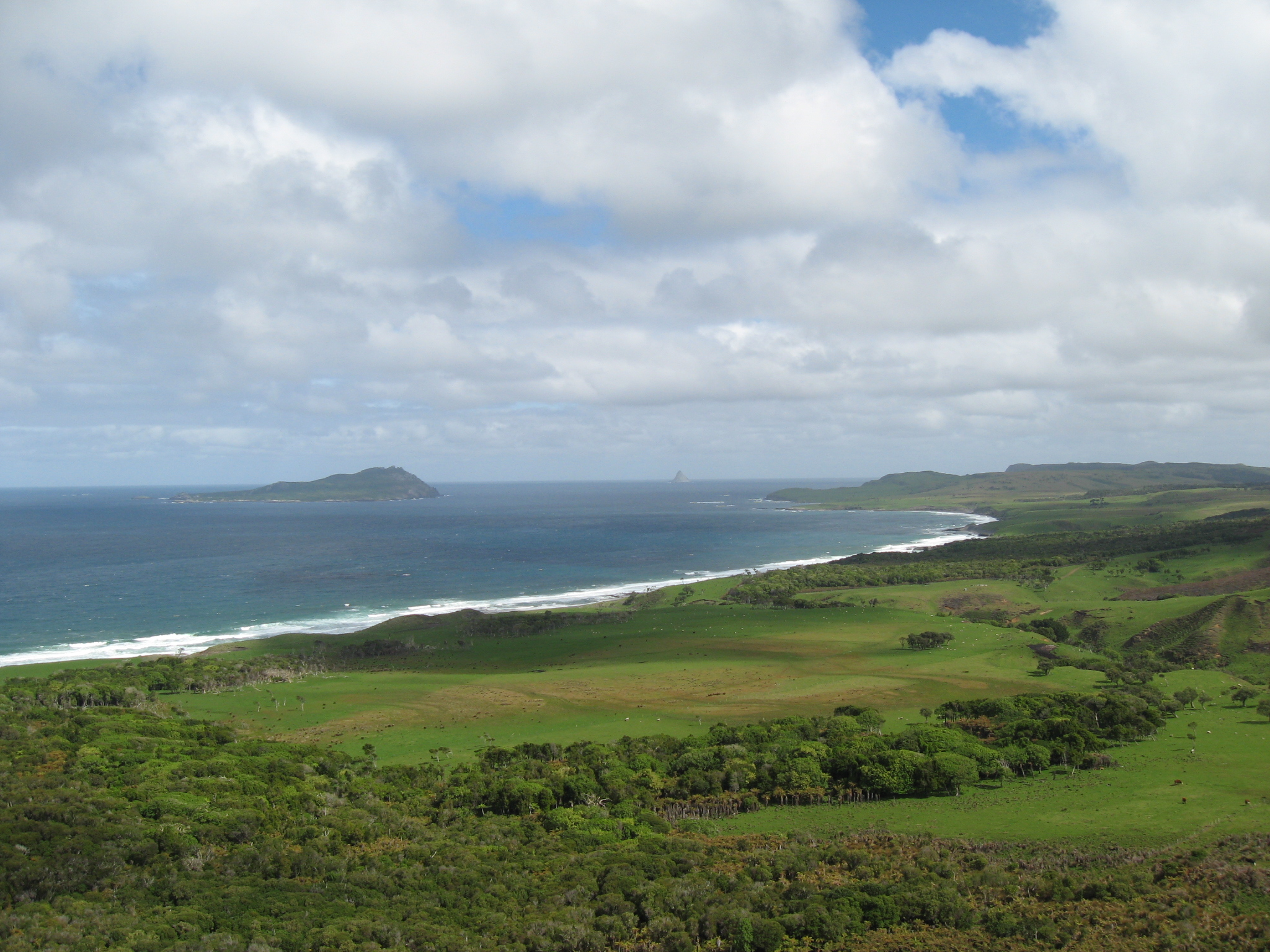
Ландшафт острова Чатем

## Географія
Екорегіон помірних лісів островів Чатем охоплює новозеландський архіпелаг Чатем, розташований в Тихому океані, приблизно за 800 км на схід від Південного острова. Цей архіпелаг складається з островів Чатем та Пітт площею 920 км² та 65 км² відповідно, а також з приблизно 40 невеликих острівців і скель.
Архіпелаг Чатем є вершиною підводного Чатемського підняття — великого підводного плато, яке, як і решта Нової Зеландії, є частиною континенту Зеландія — фрагменту стародавнього суперконтиненту Гондвана. Зеландія відокремилася від Австралії 85-60 мільйонів років тому, однак була майже повністю затоплена водами Тихого океану приблизно 23 мільйони років тому. Острови регіону мають переважно горбистий рельєф. З геологічної точки зору основу пагорбів та плато Чатему базальти та інші вулканічні породи, сланці та вапняки.

## Клімат
В межах екорегіону домінує помірний морський клімат (Cfb за класифікацією кліматів Кеппена), який характеризується сильними вітрами, відносно частими опадами та відсутністю різких температурних коливань. Середня літня температура на Чатемі становить 15-20 °C, а середня зимова температура — 5-10 °C.

## Флора
Природний рослинний покрив Чатему історично був представлений мозаїкою лісів, чагарників, боліт та пустищ, однак наразі більшу частину архіпелагу вкривають зарості папоротей та пасовища. Тим не менш, в регіоні залишилися ділянки густих лісів, торфових боліт та інших природних екосистем. 
Лісова флора Чатему демонструє спорідненість з флорою островів Кермадек, острова Норфолк та материкової частини Нової Зеландії, у той час як пустища Чатему демонструють спорідненість з флорою новозеландських субантарктичних островів, таких як острови Кемпбелла, острови Снерс та острови Соландера. На пустищах архіпелагу зустрічаються такі ендемічні рослини, як чатемська гортензія (Myosotidium hortensia), чатемське різдвяне дерево (Brachyglottis huntii), чатемська астелія (Astelia chathamica) та м'яка спис-трава (Aciphylla dieffenbachii), а також новозеландський льон (Phormium tenax). У лісах переважають деревоподібні папороті, між якими проростають сіянці інших лісових дерев, новозеландські коронні папороті (Lomaria discolor), плівчасті папороті та орхідеї. У ярах ростуть пальми нікау (Rhopalostylis sapida), єдині місцеві пальми у Новій Зеландії та найпівденніші представники родини пальмових (Arecaceae) у світі. Характерною відсутністю лісів Чатему є відсутність як нотофагусів або південних буків (Nothofagus spp.), так і представників родини подокарпових (Podocarpaceae), які домінують в лісах на більшій частині Нової Зеландії.
Загалом на островах Чатем зустрічається 338 видів місцевих рослин, 47 видів з яких є ендеміками екорегіону. Ендемічні рослини демонструють різноманітні пристосування до прохолодного, вологого та вітряного клімату. Наприклад, деревоподібні змієлистники або тарахінау (Dracophyllum arboreum) мають стійке до вітру голчасте листя, чатемське акеаке (Olearia traversiorum) має вкриті захисним пухом листя та гілочки, а місцеві мегатрави, такі як чатемська гортензія (Myosotidium hortensia) та чатемський осот (Sonchus grandifolius), мають велетенське листя. Гігантизм серед рослин регіону є поширеним явищем. Як приклад можна навести чатемську караму (Coprosma chathamica) та вероніку Бейкера (Veronica barkeri), які є найбільшими представниками своїх родів, а також чатемське акеаке (Olearia traversiorum), гілки якого майже горизонтально тягнуться у підвітряну сторону.

## Фауна
Екорегіон характеризується унікальною та різноманітною орнітофауною. Мільйони морських птахів гніздяться на островах Чатем, а їхнє гуано допомогло створити родючі ґрунти, які підтримують місцеву рослинність. Особливий інтерес представляють ендемічні новозеландські тайфунники (Pterodroma magentae), які гніздяться у норах, розташованих серед коріння дерев у густих лісах Чатему. Ці птахи тривалий час були відомі лише за одним зразком, зібраним у 1867 році, поки вони не були повторно відкриті у 1978 році. Станом на 2012 рік популяція новозеландських тайфунників (Pterodroma magentae) нараховувала 150-200 особин.
Серед інших морських птахів, поширених на Чатемі, слід відзначити широкодзьобих пріонів (Pachyptila vittata), сніжних пріонів (Pachyptila turtur), альбатросів Буллера (Thalassarche bulleri), малих пінгвінів (Eudyptula minor) та дуже рідкісних, майже ендемічних чорнощоких пісочників (Thinornis novaeseelandiae). Ендеміками архіпелагу є рідкісні чатемські кулики-сороки (Haematopus chathamensis), чатемські баранці (Coenocorypha pusilla), чатемські баклани (Phalacrocorax featherstoni), плямисті баклани (Leucocarbo onslowi), чатамські тайфунники (Pterodroma axillaris) та чатемські альбатроси (Thalassarche eremita). Серед наземних птахів, поширених в регіоні, слід відзначити ендемічних чатамських пінонів (Hemiphaga chathamensis), чатамських какарікі (Cyanoramphus forbesi) і чатамських ріроріро (Gerygone albofrontata), ендемічних підвидів червонолобого какарікі Cyanoramphus novaezelandiae chathamensis, пое Prosthemadera novaeseelandiae chathamensis, новозеландської віялохвістки Rhipidura fuliginosa penita, великоголового тоутоваї Petroica macrocephala chathamensis і новозеландського щеврика Anthus novaeseelandiae aucklandicus, а також південних лунів (Circus approximans), смугастощоких дідриків (Chrysococcyx lucidus) та сивоспинних окулярників (Zosterops lateralis).
До появи на Чатемі полінезійців орнітофауна екорегіону була ще більш різноманітною. Дослідження скам'янілостей показало, що раніше тут мешкало понад 20 видів буревісників, але після колонізації островів 8 з них вимерли. Загалом 29 із 67 видів та підвидів птахів, зареєстрованих на Чатемі, зокрема ендемічні чатамські крехи (Mergus milleneri), чатемські лиски (Fulica chathamensis), чатемські каки (Nestor chathamensis), чатемські круки (Corvus moriorum) та чатамські пінгвіни (Eudyptes warhami), а також карликовий підвид жовтоокого пінгвіна (Megadyptes antipodes richdalei), вимерли тут до появи європейців. Ендемічні чатамські пастушки (Cabalus modestus), маорійські пастушки (Diaphorapteryx hawkinsi), пастушки Дифенбаха (Hypotaenidia dieffenbachii), чатемські макомако (Anthornis melanocephala) та чатамські матати (Poodytes rufescens) вимерли вже після появи в регіоні європейських колоністів. Причиною їх вимирання було знищення природного середовища та хижацтво з боку інтродукованих котів і пацюків. Ендемічні чатамські тоутоваї (Petroica traversi) майже вимерли наприкінці XX століття: у 1980 році ці птахи вимерли на всьому архіпелазі, за винятком острова Малий Мангере, а популяція виду скоротилася до лише п'яти особин. Завдяки зусиллям природоохоронців вид вдалося врятувати від вимирання: станом на 2020 рік популяція чатамських тоутоваї (Petroica traversi) нараховувала близько 300 особин, всі з яких були нащадками однієї самиці, врятованої у 1980 році.
Місцеві наземні ссавці та амфібії на Чатемі відсутні, а єдиним видом плазунів в регіоні є ендемічний чатемський сцинк (Oligosoma nigriplantare). На морських узбережжях регіону зустрічаються новозеландські морські котики (Arctocephalus forsteri), морські леопарди (Hydrurga leptonyx) та південні морські слони (Mirounga leonina). Серед 750-800 видів комах, поширених на островах Чатем, близько 20 % є ендеміками.

## Збереження
Острови Чатем були одними з останніх тихоокеанських островів, колонізованих людьми. Приблизно у 1500 році на острови прибули моріорі, які переселилися сюди з материкової Нової Зеландії. У 1835 році маорі захопили Чатем, а у 1842 році архіпелаг став частиною Нової Зеландії. Станом на 2024 рік на двох заселених островах архіпелагу проживало 720 людей. Колонізація архіпелагу призвела до масштабної вирубки місцевих лісів та появи на островах інтродукованих видів тварин: свиней, великої рогатої худоби, коней, кіз, лисячих кузу (Trichosurus vulpecula), котів та пацюків. Це призвело до вимирання багатьох місцевих видів птахів. Деякі види птахів вимерли на головних островах Чатем і Пітт, однак збереглися на невеликих прилеглих острівцях, вільних від хижаків, таких як Мангере та Рангатіра. Також загрозою для збереження природи регіону є поширення інвазивних видів рослин, таких як європейський дрік (Ulex europaeus), чилійська гуава (Ugni molinae) та європейський куничник (Calamagrostis arenaria).
Оцінка 2017 року показала, що 46 км², або 8 % екорегіону, є заповідними територіями. Природоохоронні території включають: Природний заповідник Туку, Ландшафтний заповідник Ваїпауа та Ландшафтний заповідник Ваїкокопу.